# Rémora fuselé
Echeneis naucrates · Rémora fuselé, Rémora rayé
Espèce
Statut de conservation UICN

 LC  : Préoccupation mineure
Le rémora fuselé ou rémora rayé ou rémora commun (Echeneis naucrates) est un poisson commensal de la famille des Echeneidae.
Il partage le nom rémora commun avec Remora remora, il est donc plus clair d'utiliser les noms Rémora fuselé ou rémora rayé.

## Répartition et habitat
Il a une répartition circumtropicale. Il se rencontre aussi bien en pleine eau que proche des côtes. 

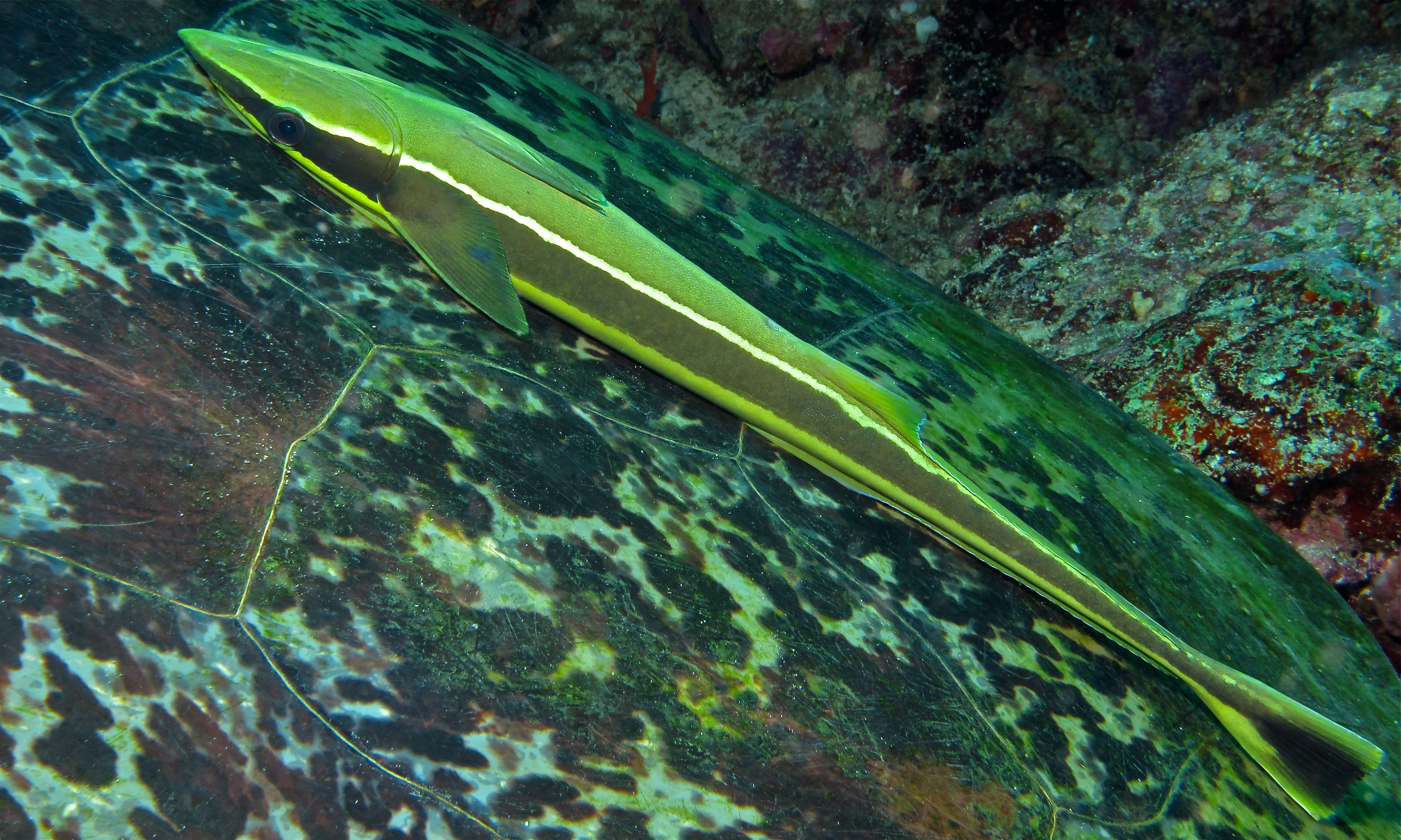
Rémora fuselé fixé sur une carapace de tortue (Sulawesi, Indonésie).

Il a pour habitude, via son disque adhésif du haut de sa tête, de se fixer temporairement sur divers gros animaux marins comme les requins, les raies, les gros poissons, les tortues marines, les baleines, les dauphins et parfois les bateaux ainsi que les plongeurs,.

Rémora fuselé ou rémora rayé fixé
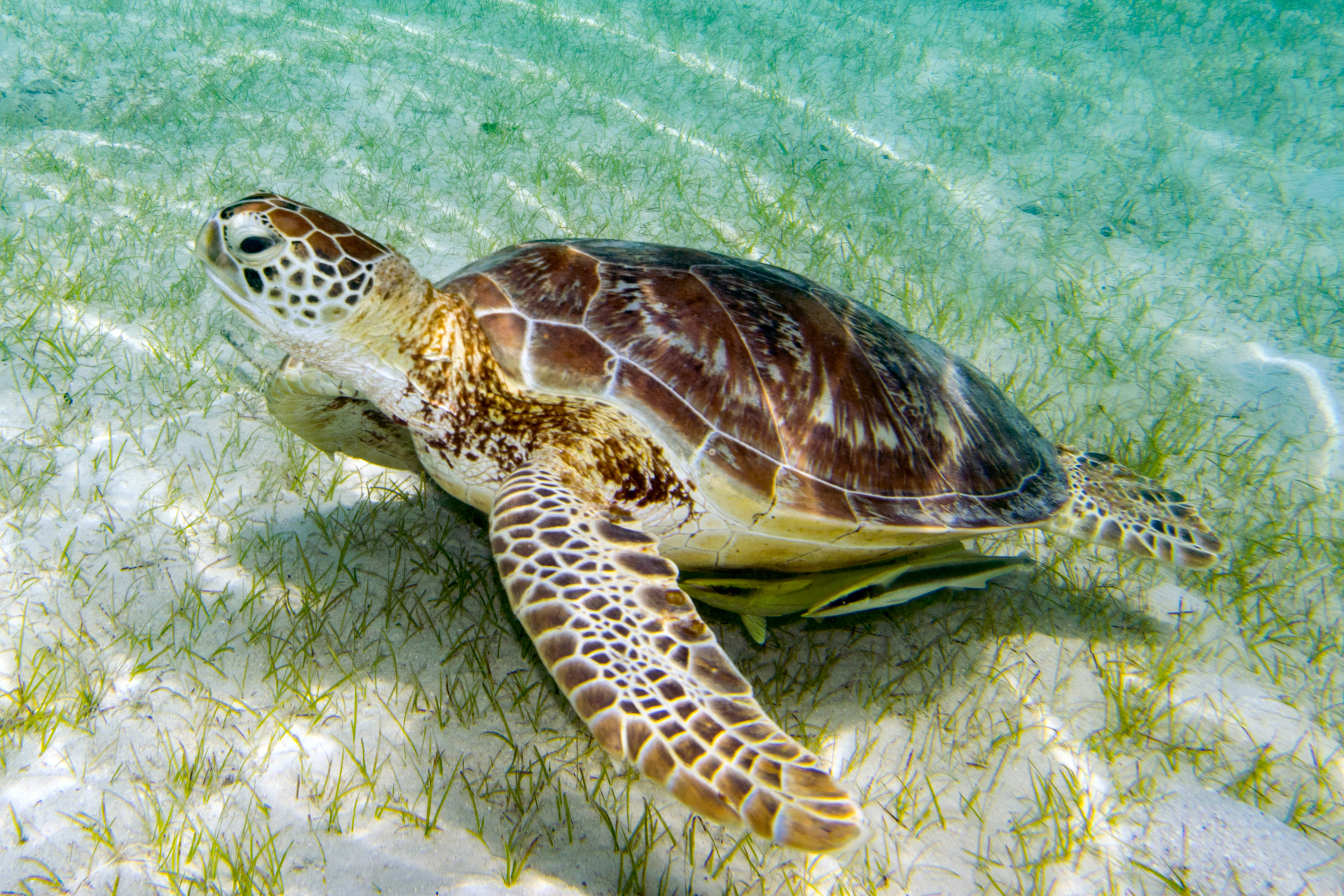
Sur une tortue marine.
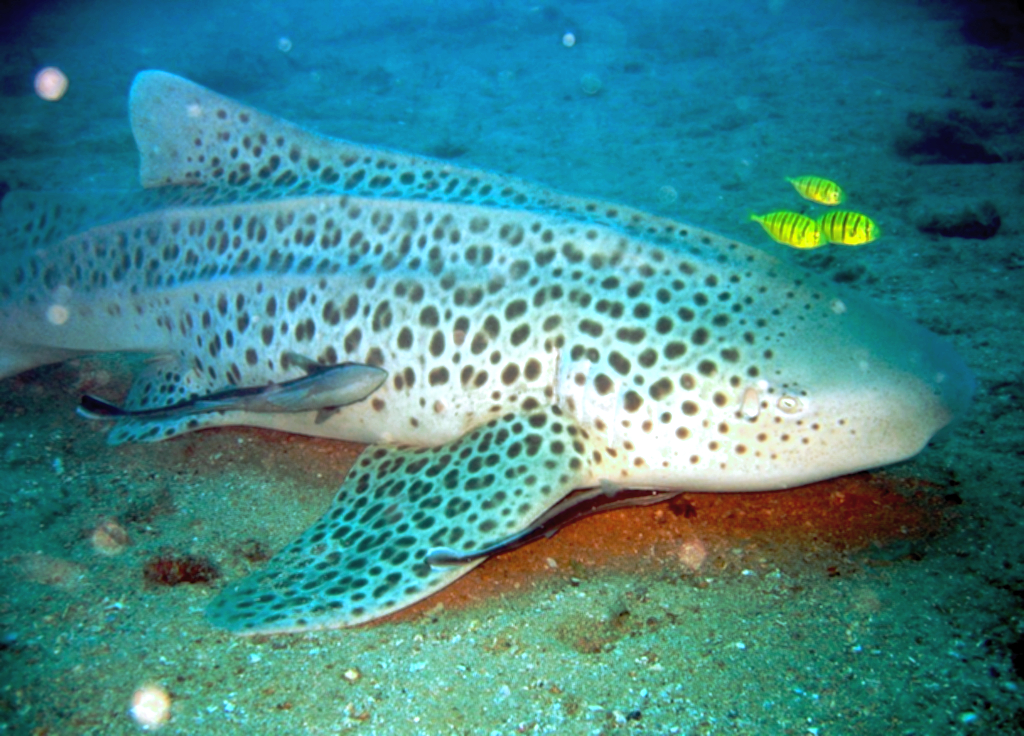
Sur un requin-zèbre (ou requin-léopard).
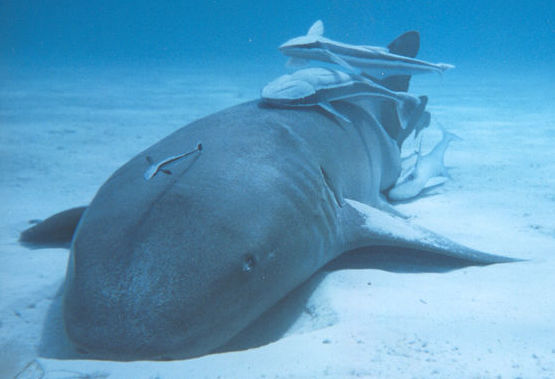
Sur un requin-nourrice atlantique.
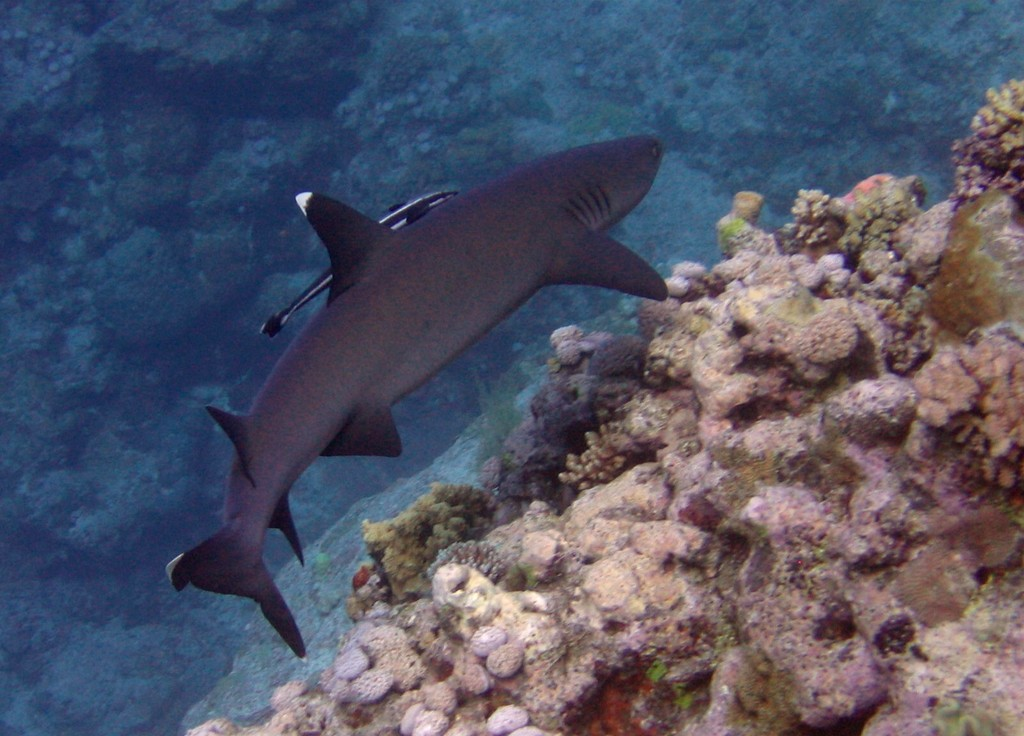
Sur un requin à pointe blanche (ou requin-corail).

## Alimentation
Selon sa maturité ou sa situation, seul ou en compagnie d'un hôte, le régime alimentaire du rémora fuselé diffère.
Juvénile, il officie comme poisson nettoyeur sur les stations récifales et sa nourriture consiste alors en de petits crustacés (copépodes, isopodes et ostracodes) présents sur le corps des poissons.
Lorsqu'il est lié à un hôte, il mange soit les crustacés parasites de ce dernier, soit les morceaux de nourriture s'échappant lors des phases de nourrissage ou encore en filtrant les nutriments à travers ses dents lorsqu'il est en mode navigation fixé sur son hôte.
Isolé, il demeure proche d'un récif où il capture ses proies comme de petits crustacés, des calamars et autres petits poissons.

## Utilisation pour la pêche
Ce poisson sert aux pêcheurs de l'Océan indien, australiens ou des Caraïbes : ils attachent une corde à la queue du poisson et attendent qu'il se fixe solidement à la carapace d'une tortue marine ou d'un gros poisson. Les pêcheurs parviennent de cette façon à capturer de grandes tortues ou des raies entre autres.